# Фински грађански рат
Фински грађански рат (фин. Suomen sisällissota, kansalaissota, швед. Finska inbördeskriget) био је рат између финских пробољшевичких присталица, тзв. Црвених (фин. punaiset, шве. röda, Социјалдемократска партија Финске коју је водило Народно заступништво Финске), и владиних антисоцијалиста Белих (фин. valkoiset, шве. vita), којима је заповедао барон Манерхајм.
Трајао је од 27. јануара до 15. маја 1918. године.
Присталице Црвених били су углавном међу индустријским и пољоделским радницима, а подупирала их је Руска Совјетска Федеративна Социјалистичка Република. Бели су присталице имали потпору међу сељаштвом те средњим и вишим слојем, нарочито међу горњим слојевима финских Шведа. Потпору су имали из Немачког царства. Црвени су имали седишта у градовима и индустријским средиштима јужне Финске, а Бели су надзирали централну и северну Финску која је била више сеоска. Победили су Бели.
Укупно је погинуло 37.000 људи од 3 милиона становника.

## Историјска позадина
Финска је била под Руском империјом од 1809. године. Околности првих деценија 20. века омогућиле су им да пођу у борбу за независност. Русија је била исцрпљена унутрашњим немирима и вишедеценијским ратовима. Кад је марта 1917. збачена власт цара Николаја II, фински парламент донео је одлуку којом се извршна власт преноси на Парламент. Руска влада под водством Александра Керенског није признала ту одлуку него је у јесен 1917. расписала нове изборе. Фински социјалисти који су на изборима изгубили већину, нису признали ваљаност тих избора. У новембру исте године, бољшевици које је водио Владимир Иљич Лењин, подигли су револуцију у Русији и преузели власт. Први светски рат против Немачке довео је Русију у тешко стање, на фронту пораз за поразом. Исцрпљеност и незадовољство били су прилика коју Финци нису пропустили. Фински парламент (landtag) који је водио П. Е. Свинхувуд прогласио је 6. децембра 1917. независност Финске, која је дотад била посебно управно тело, Велико Кнежевство Финска. Совјет Народних Комесара у Москви одмах је прихватио независност Финске. Дана 4. јануара 1918. Совјети су и службено признали независност Финске иако је у Финској и даље остало подоста јединица Руске војске.

## Рат
Ствари су се одмах закомпликовале поделом унутар Финаца. Да би се одржао ред, десничарске странке оснивале су „заштитне одреде” а левичари су одговорили с црвеном гардом. Дана 26. јануара, Карл Манерхајм преузео је команду над белим заштитним одредима које је сенат прогласио регуларном финском војском. Дан касније, 27. јануара, Манерхајим је започео с разоружавањем руских гарнизона у западној Финској без већих проблема. Црвени у том делу земље нису се противили тој операцији, па је западна и северна Финска пала у руке белих. Тако је Васа постао главни град за време грађанског рата.
Без било каквог знања о догађајима на западу земље заповедник црвене гарде у Хелсинкију издао је истога дана заповест за хапшење финске владе, а власт је преузео Фински народни комесаријат. Почела је револуција. Комесаријат је прогласио 28. јануара Финску Социјалистичку Радничку Ррепублику, али је већина сената успела да побегне у Васу. Сукобили су се радикални социјалисти који су били присталице руских бољшевика и владини антисоцијалисти. Црвени су контролисали јужни део земље а Бели западни и северни део Финске.
У Финској је од раније деловао тајни покрет за осамостаљење Финске. Покрет је потајно послао у Немачку готово 2000 младића на војно образовање. Већ средином фебруара 1918. увежбани Ловачки батаљон вратио се под заповедништво Манерхајма, што је Белима донело осетно појачање. Средином марта генерал Манерхајм кренуо је с Белом гардом (Фински заштитни корпус) у противофанзиву. Циљ офанзиве био је ослобађање Тамерфорса као јаког упоришта Црвених. Већ 4. априла пао је Тамерфорс, а Бели су одмах увели преке судове и масовно се обрачунали с побеђенима. Снагама Белих потпору је дала Немачка која је истовремено била и зараћена страна у Првом светском рату. Цар Вилхелм II Немачки послао је финској Белој гарди помоћ. Већ 3. марта искрцале су се прве јединице Источне дивизије код Хангеа (луке коју су Совјети после тражили за себе из стратешких разлофа, и коју су добили). Дана 3. априла 1918. искрцан је остатак дивизије. Након тешких борби, Немци и Манерхајмове снаге од 16.000 људи 13. априла заузеле су Хелсингфорс (Хелсинки). Након капитулације Црвених у Хелсинкију, Револуционарни народни комесаријат отишао је у Виборг. Након Хелсинкија немачке снаге наставиле су напредовање и након заузимања Лахтија спојиле се са снагама Белих са запада. Након тешких борби 23-29. априла, Бели су заузели и Виборг. Коначно 5. маја капитулирале су и задње снаге црвених код Питиса и тиме су завршиле ратне операције.
Генерал Манерхајм ушао је 16. маја свечано са својим трупама у Хелсинки и тиме је рат окончан. Погинуло је 3400 Црвених и 3100 Белих, 600 Руса и 300 Немаца. У терору који је спровођен након рата стрељано је више од 7000 Црвених, а у логорима је још, од глади и болести, помрло више од 11.000 људи.
Важне битке овог рата биле су битка за Тампере, битка за Виборг, битка за Лахти, битка за Хелсингфорс.

## Стање непосредно после рата
Немачка интервенција утицала је на одлуку финских конзервативних снага кад су изабирали уставног монарха. Прво је понуђено немачком краљевићу Фридрику из династије Хесен. Но то је било у задњих недеља Првог светског рата. За месец дана Централне су силе молиле за мир. Цар Вилхелм је абдицирао те је изгледало сигурно да победничка Антанта неће благонаклоно гледати на немачког принца на финском престолу. Фридрик је стога абдицирао већ 14. децембра.
Иако је генерал Манерхајм, у начелу, био за то да Финска уђе у Бели савез за рушење Совјетског Савеза који је из Париза организовало Руско веће у егзилу и неке западноеуропске силе, Финска је одбила захтев да Бела контрареволуционарна војска користи финску територију за напад на Петроград, јер Руско веће у егзилу није желело да гарантује финску независност. Версајским миром из јуна 1919. Финској је призната независност, а већ у јулу фински је парламент прихватио републиканско уређење државе.